# Kantongerecht Goes

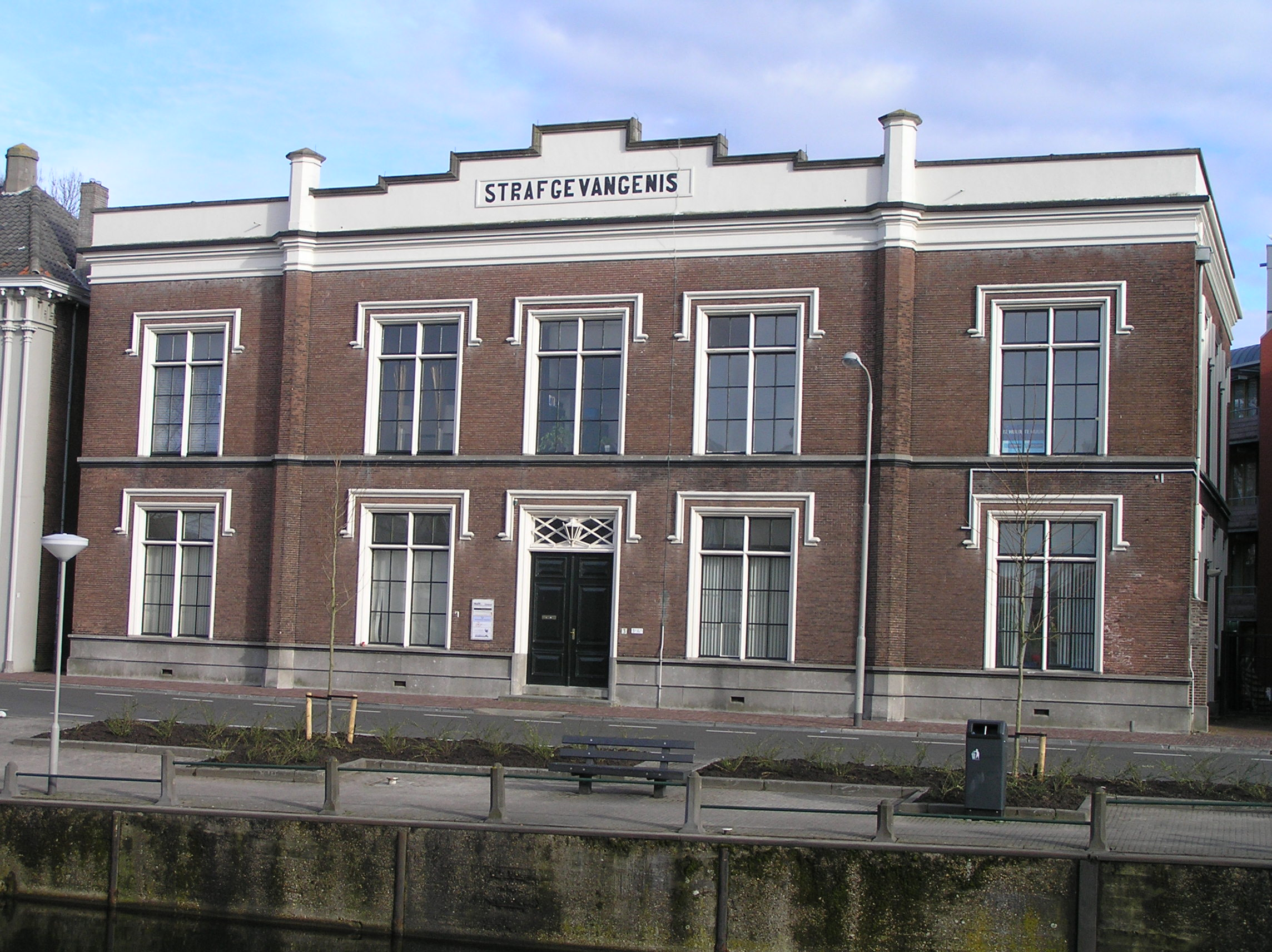
Het kantongerecht deelde een gebouw met de strafgevangenis van Goes

Het kantongerecht Goes was van 1838 tot 1934 een van de kantongerechten in Nederland. Het gerecht was oorspronkelijk samen met de rechtbank Goes gevestigd in het stadhuis van Goes. In 1890 verhuisde het gerecht naar de strafgevangenis. Bij oprichting was Goes het eerste kanton van het arrondissement Goes, na sluiting van de rechtbank in 1877 viel het kanton onder het arrondissement Middelburg

## Het kanton
Kantons werden in Nederland ingevoerd in de Franse tijd. In ieder kanton zetelde oorspronkelijk een vrederechter. In 1838 werd de vrederechter opgevolgd door de kantonrechter. Daarbij werd het aantal kantons aanzienlijk ingekrompen. Het nieuwe kanton Goes was een fusie van de oude kantons Goes en Kruiningen. Bij de oprichting van het kantongerecht omvatte Goes de gemeenten:Goes, Kloetinge, Kattendijke, Wemeldinge, Yerseke, Krabbendijke, Rilland en Maire, Bath en Fort Bath, Waarde en Valkenisse, Kruiningen, Schore en Vlake, Kapelle, Biezelinge en Eversdijk en Wolphaartsdijk.

### Aanpassingen
In 1877 vond er een herindeling plaats van rechtsgebieden. De provinciale hoven werden opgeheven en het aantal rechtbanken en kantongerechten werd ingekrompen. Goes verloor bij deze operatie zijn rechtbank. Het kanton daarentegen werd fors uitgebreid. De beide opgeheven kantons Kortgene en Heinkenszand werden in hun geheel bij Goes gevoegd, waardoor het kanton nu geheel Noord- en Zuid-Beveland omvatte.
In 1933 vond er een tweede reorganisatie plaats, Hierbij werd het kantongerecht in Goes opgeheven. Die opheffing had zich al enkele jaren aangekondigd. Na de pensionering van de kantonrechter in 1925 was geen opvolger benoemd, maar moest het gerecht het met een plaatsvervanger doen. Het kanton werd in zijn geheel toegevoegd aan het kanton Middelburg.